# Motta Camastra
Motta Camastra è un comune italiano di 767 abitanti della città metropolitana di Messina in Sicilia.

## Storia

### Simboli
Lo stemma e il gonfalone sono stati concessi con decreto del presidente della Repubblica del 6 aprile 1987. Lo stemma si può blasonare: interzato in palo: il 1° d'argento, alla banda abbassata di nero, con la bordura di azzurro, caricata di sette torri d'argento, sei poste nei fianchi, tre e tre, una in punta, al capo d'oro, caricato di quattro gigli di nero, 1, 2, 1; il 2° interzato in fascia: I partito: a) d'azzurro, alla torre d'argento, b) inquartato in decusse: il 1° e il 4° palato di verde e d'oro di 4 pezzi; il 2° e il 3° di rosso; II di rosso, a tre gigli d'oro; III d'azzurro, a cinque gigli d'argento, 2, 1, 2; il 3° d'oro, a sei palle di rosso, 1, 2, 2, 1. Ornamenti esteriori da Comune.
Il gonfalone è un drappo di azzurro.

## Monumenti e luoghi d'interesse
- Gole dell'Alcantara

## Società

### Evoluzione demografica
Abitanti censiti

## Cultura

### Eventi

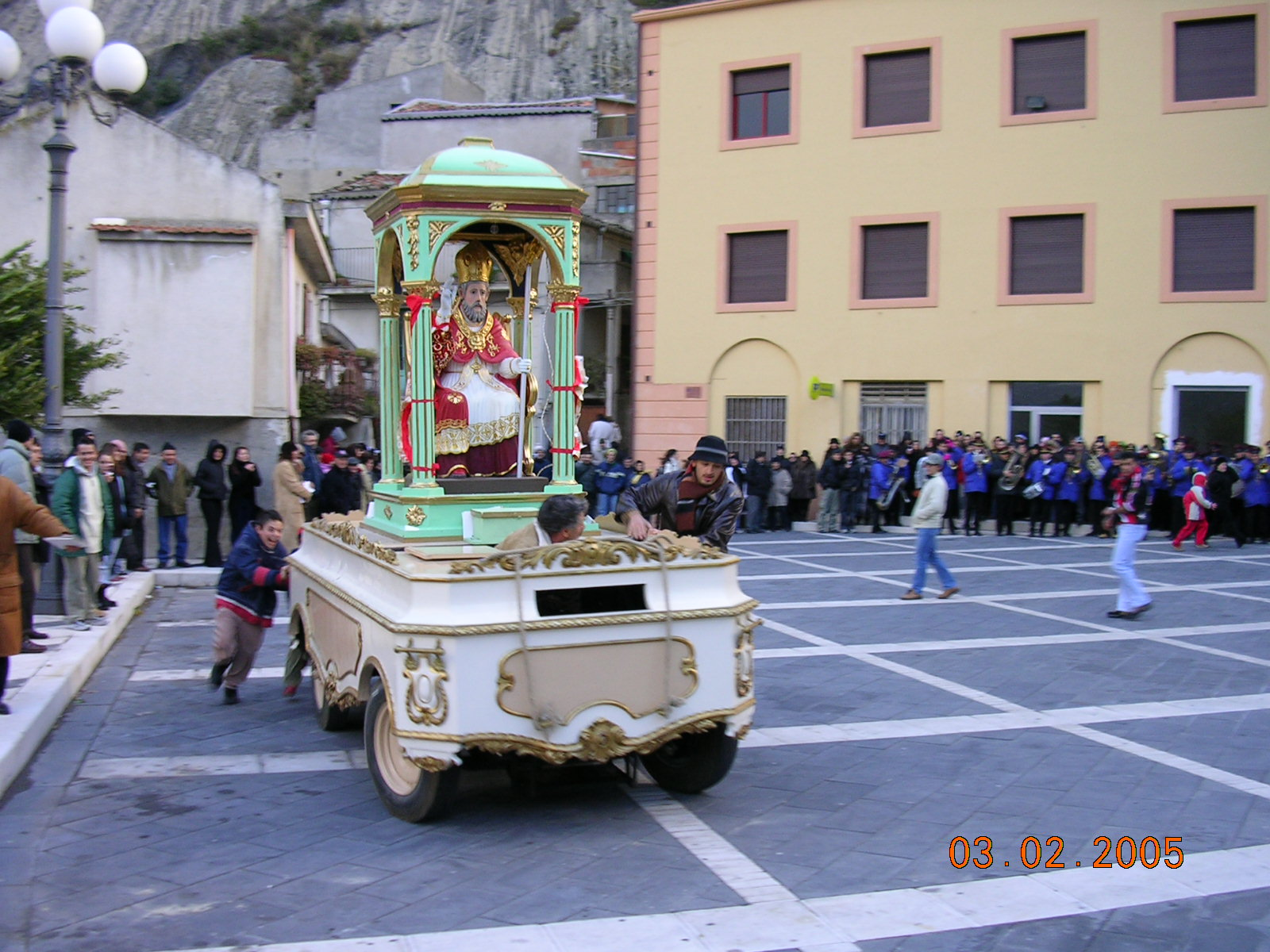
La corsa di San Biagio a Motta Camastra

Ogni anno in ottobre vi si organizza, unica in Sicilia, la "Festa della noce" che attira migliaia di curiosi da tutta la Regione. Un edificio sacro cittadino da visitare è la Chiesa Annunziata, Al suo interno, esiste ben conservato un arco ogivale e un arco cieco a tutto sesto, nonché opere d'arte come la settecentesca tela raffigurante la Madonna del Carmine e le statue lignee rappresentanti San Nicola e S. Antonio Abate. Il 3 febbraio si celebra la festa di San Biagio, molto caratteristica per la parte folkloristica nel pomeriggio e rigorosamente religiosa nella processione serale.

### Film
Francis Ford Coppola rimase incantato dal paese e lo utilizzò come location per alcune scene de Il padrino.

## Economia
L'economia del paese è basata essenzialmente sull'agricoltura. Il resto dell'economia è orientata principalmente nel settore primario (allevamento) e, ultimo ma non meno importante, sull'elevato numero di dipendenti pubblici che costituisce la risorsa economica principale del paese. Nel territorio è ubicata una delle principali attrattive turistiche del Sud Italia: le Gole dell'Alcantara. Altro punto di interesse naturalistico è la Grotta dei Cento Cavalli, un'enorme incavatura di origine vulcanica situata nella frazione di San Cataldo.

## Amministrazione
Di seguito è presentata una tabella relativa alle amministrazioni che si sono succedute in questo comune.

### Altre informazioni amministrative
Il comune di Motta Camastra fa parte delle seguenti organizzazioni sovracomunali: regione agraria n.10 (Colline litoranee di Taormina). Fa parte dell'ente Parco fluviale dell'Alcantara.